# Ranitomeya summersi
Espèce
Synonymes
- Dendrobates summersi (Brown, Twomey, Pepper & Sanchez-Rodriguez, 2008)

Statut de conservation UICN

 EN B1ab(iii,v) : En danger
Statut CITES
Ranitomeya summersi est une espèce d'amphibiens de la famille des Dendrobatidae.

## Répartition
Cette espèce est endémique de la région de San Martín au Pérou. Elle se rencontre à 684 m d'altitude au niveau du canyon du río Huallaga.

## Description
Ranitomeya summersi mesure jusqu'à 20,4 mm.

## Étymologie
Cette espèce est nommée en l'honneur de l'herpétologiste Kyle Summers.

## Publication originale
- Brown, Twomey, Pepper & Sanchez-Rodriguez, 2008 : Revision of the Ranitomeya fantastica species complex with description of two new species from Central Peru (Anura: Dendrobatidae). Zootaxa, no 1832, p. 1-24 (texte intégral).